# هولی هالستروم
هولی هالستروم (انگلیسی: Holly Hallstrom؛ زاده ۲۴ اوت ۱۹۵۲) یک مانکن اهل آمریکا است.